# Cerdistus margitis
Cerdistus margitis är en tvåvingeart som först beskrevs av Walker 1849.  Cerdistus margitis ingår i släktet Cerdistus och familjen rovflugor. Inga underarter finns listade i Catalogue of Life.